# Лук куюкский
Лук куюкский (лат. Allium kujukense) — многолетнее травянистое растение, вид рода Лук (Allium) семейства Луковые (Alliaceae).

## Распространение и экология
В природе ареал вида охватывает Тянь-Шань. Эндемик.
Произрастает на щебнистых и глинистых склонах нижнего пояса гор.

## Описание
Луковица яйцевидная, диаметром 0,75—1 см, наружные оболочки бумагообразные, серые, у верхушки несколько продолженные. Луковички немногочисленные, беловатые, ямчатые, иногда отсутствующие. Стебель высотой 7—20 см, до половины одетый сильно шероховатыми влагалищами листьев.
Лист одиночный, шириной 1—2 мм, цилиндрический, дудчатый, сильно шероховатый, обычно значительно превышает зонтик.
Чехол в два раза короче зонтика, остающийся, без носика. Зонтик коробочконосный, пучковато-полушаровидный или реже почти шаровидный, рыхлый, немногоцветковый. Цветоножки почти равные, равны или до двух раз длиннее околоцветника, без прицветников. Листочки узко-колокольчатого околоцветника, пурпурные, с более тёмной жилкой, равные, острые, наружные ланцетные, внутренние продолговато-ланцетные, на верхушке зазубренные, длиной 8—10 мм. Нити тычинок в два раза короче листочков околоцветника, при основании между собой и с околоцветником сросшиеся, наружные треугольно-шиловидные, внутренние треугольные, в три раза шире наружных. Столбик не выдается из околоцветника.
Коробочка почти в три раза короче околоцветника.

## Таксономия
Вид Лук куюкский входит в род Лук (Allium) семейства Луковые (Alliaceae) порядка Спаржецветные (Asparagales).
|  |                                      |  |                                                             |                                                             |                   |  | ещё 24 семейства (согласно Системе APG II) | ещё 24 семейства (согласно Системе APG II) |                     |  |  |  | ещё более 870 видов |
|  |                                      |  |                                                             |                                                             |                   |  | ещё 24 семейства (согласно Системе APG II) | ещё 24 семейства (согласно Системе APG II) |                     |  |  |  | ещё более 870 видов |
|  |                                      |  |                                                             | порядок Спаржецветные                                       |                   |  |                                            |                                            | род Лук             |  |  |  |                     |
|  |                                      |  |                                                             | порядок Спаржецветные                                       |                   |  |                                            |                                            | род Лук             |  |  |  |                     |
|  | отдел Цветковые, или Покрытосеменные |  |                                                             |                                                             | семейство Луковые |  |                                            |                                            | вид Лук куюкский    |  |  |  |                     |
|  | отдел Цветковые, или Покрытосеменные |  |                                                             |                                                             | семейство Луковые |  |                                            |                                            |                     |  |  |  |                     |
|  |                                      |  | ещё 44 порядка цветковых растений (согласно Системе APG II) | ещё 44 порядка цветковых растений (согласно Системе APG II) |                   |  |                                            | ещё около 300 родов                        | ещё около 300 родов |  |  |  |                     |
|  |                                      |  |                                                             | ещё 44 порядка цветковых растений (согласно Системе APG II) |                   |  |                                            |                                            | ещё около 300 родов |  |  |  |                     |